# Nyitramalomszeg
Nyitramalomszeg (szlovákul: Lipová, korábban Mlynský Sek) község Szlovákiában, a Nyitrai kerületben, az Érsekújvári járásban.

## Fekvése
Érsekújvártól 13 km-re északra fekszik, Ondrohó tartozik hozzá.

## Története
A régészeti leletek szerint az ondrohói részen már az újkőkorban, az i. e. 3000 - 2000 közötti időben éltek emberek. A bronzkorból a nyitrai- és a hévmagyarádi kultúra temetkezései és tárgyi emlékei kerültek itt elő.
Malomszeg első írásos említése Molmuzegh néven 1379-ből származik. A 15. századig a Szegi család surányi uradalmának része volt. Ezután több tulajdonosa volt. A 16. század végén és a 17. század elején elpusztította a török. Lakói főként napszámos munkákból éltek.
Vályi András szerint "MALOMSZÖG. Tót falu Nyitra Várm. földes Urai Turcsányi, és több Uraságok, lakosai katolikusok, fekszik Surányhoz nem meszsze, és annak filiája, határjának földgye, és réttye jó, fája, szőleje, és piatzozása közel nints, legelője is szoros."
Fényes Elek szerint "Malomszegh, tót falu, Nyitra vmegyében, Nyitra jobb partján: 376 kath., 54 zsidó lak. Fekszik Surányhoz 1 órányira. Földe termékeny, rétjei kövérek, vannak hasznos malmai a Nyitra vizén. F. u. többen. Ut. posta Érsekujvár."
A trianoni békeszerződésig Nyitra vármegye Érsekújvári járásához tartozott.
Ondrohót már 1156-ban említi írott forrás. 1311-ben Csák Máté katonái dúlták fel, ezután több mint száz évig lakatlan volt. A 15. század közepén a husziták megjelenésével egyidőben települt be újra. 1550-ben a török támadta meg a falut, ekkor kastélya is elpusztult és romos is maradt. 1660-ban, 1663-ban és 1664-ben újabb török támadások érték. A török rajtaütésein túl az újra és újra kitörő járványok is tizedelték a lakosságot. Lakói mezőgazdasággal, állattartással foglalkoztak és napszámos munkákból éltek, de volt a faluban molnár, tanító és szabó is. Sörfőzdéje és pálinkafőzdéje is működött. Iskoláját 1800-ban említik először.
Fényes Elek szerint "Ondreho, puszta, A. Nyitra vmegyében, Surányhoz közel."
1876-ban megépült a Nyitra–Nagysurány vasútvonal, melynek a falu egyik állomása lett. Nyitramalomszeget és Ondrohót 1960-ban egyesítették.

## Népessége
| Év:            | 1994. | 2004.   | 2014.   | 2024.   |
| -------------- | ----- | ------- | ------- | ------- |
| Emberek száma: | 1608  | 1599    | 1546    | 1519    |
| Eltérés:       |       | -0,55 % | -3,31 % | -1,74 % |

| Év:            | 2023. | 2024.   |
| -------------- | ----- | ------- |
| Emberek száma: | 1527  | 1519    |
| Eltérés:       |       | -0,52 % |

1880-ban 413 lakosából 348 szlovák, 35 magyar, 9 német anyanyelvű és 21 csecsemő volt.
1910-ben 903 lakosából 754 szlovák, 141 magyar, 7 német és 1 más anyanyelvű volt.
1919-ben 963 lakosából 857 csehszlovák, 91 magyar, 14 német és 1 ruszin volt. Ebből 937 római katoliku, 19 zsidó, 6 református és 1 görögkatolikus vallású.
2001-ben 1592 lakosából 1547 szlovák és 15 magyar volt.
2011-ben 1560 lakosából 1472 szlovák és 10 magyar volt.
2021-ben 1524 lakosából 4 (+1) magyar, 1456 (+1) szlovák, 9 (+4) egyéb és 55 ismeretlen nemzetiségű volt.

## Híres szülöttei
- Simonek Lídia (1929–2013) világbajnoki ezüstérmes kézilabdázó.

## Nevezetességei

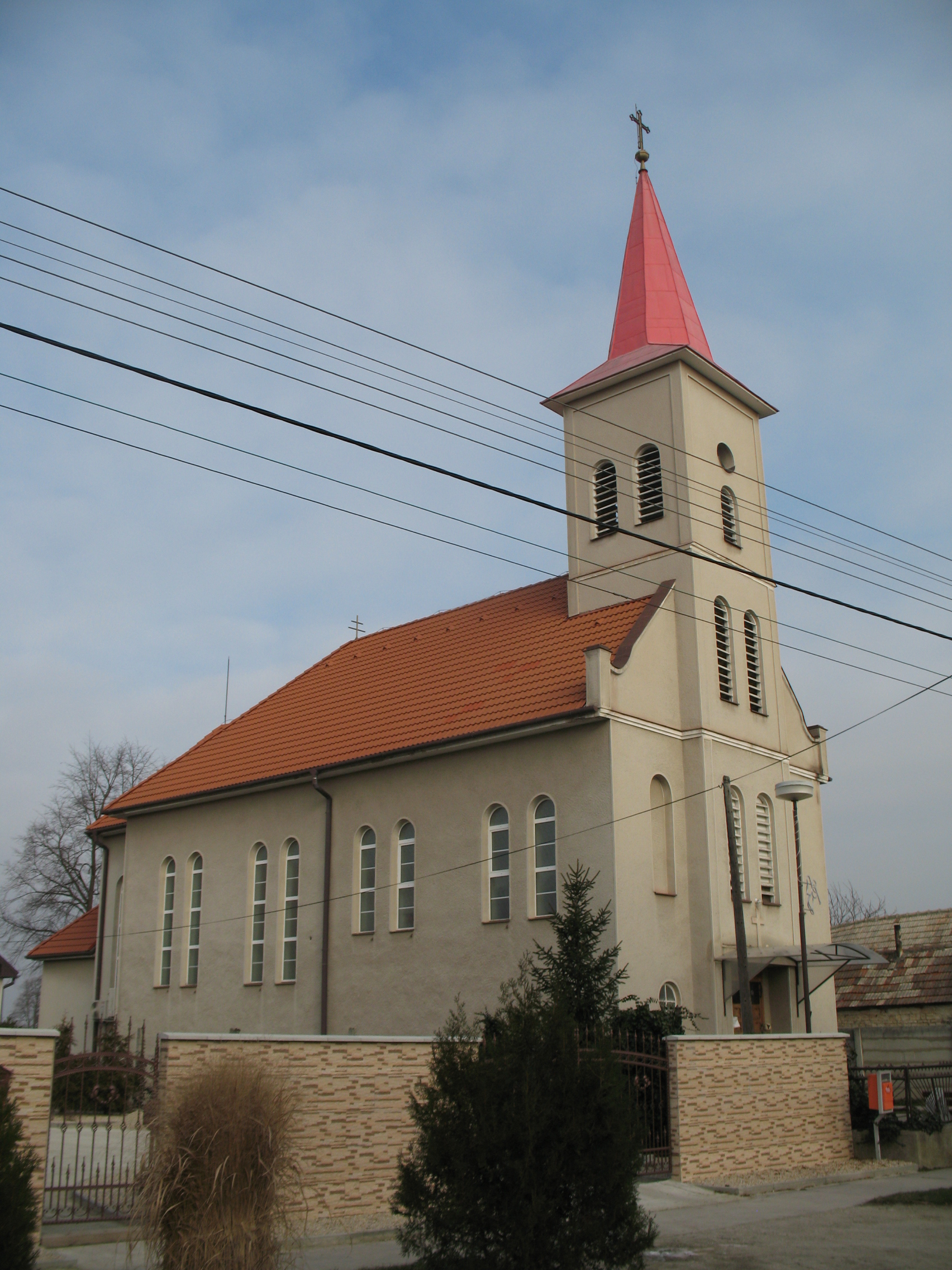
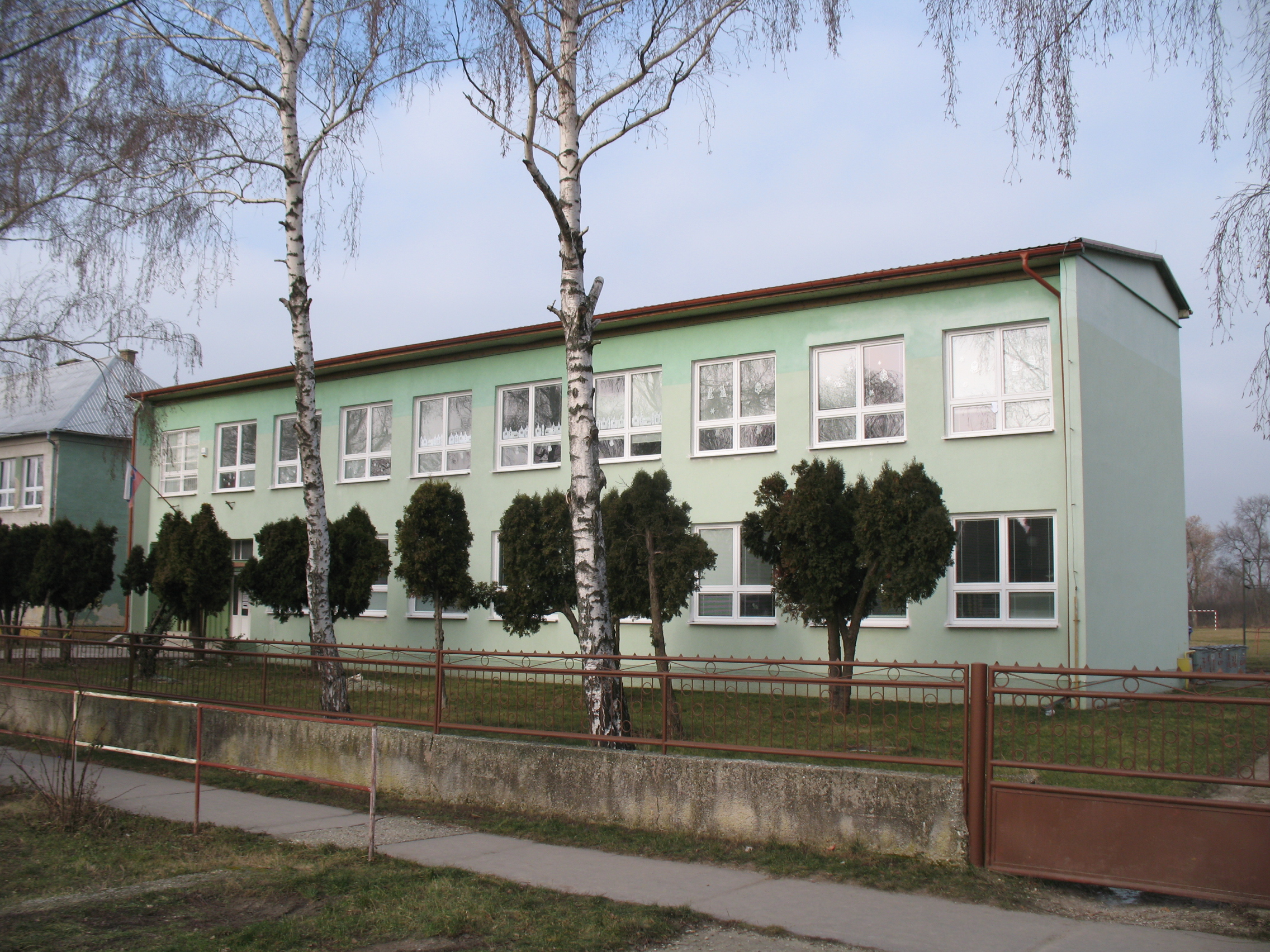

- A Hétfájdalmú Szűzanya tiszteletére szentelt római katolikus temploma 1871-ben épült.

## Külső hivatkozások
- Hivatalos oldal
- Községinfó
- Nyitramalomszeg Szlovákia térképén
- Travelatlas.sk
- E-obce.sk Archiválva 2008. május 30-i dátummal a Wayback Machine-ben